# Robuste (1806)
La Robuste era una nave della Marina francese equipaggiata con 80 cannoni.

## Storia
Commissionata a Tolone al progettista Jacques Noël Sané nel 1805 dal capitano Louis-Antoine-Cyprien Infernet, in seguito fu capitanata da Julien Marie Cosmao-Kerjulien, sotto il quale nel 1809 divenne il fiore all'occhiello di una spedizione a Barcellona in supporto del vice ammiraglio Honoré-Joseph-Antoine Ganteaume. La Robuste insieme alle navi da guerra Donawerth, Génois, Borée e Lion apparteneva ad una flotta che comprendeva anche due fregate e una dozzina di navi da trasporto.
La missione di supporto partì da Tolone il 24 aprile 1809 e le navi tornarono il 1º maggio sempre dello stesso anno, senza subire incidenti. Ad ottobre la flotta tentò una nuova spedizione sotto il comando del contrammiraglio François André Baudin, ma il giorno 21 fu intercettata dalla Pomone, la quale riportò l'avvistamento a Lord Collingwood che mandò 3 fregate e salpò con 15 navi per attaccare i francesi.
Il 23 ottobre la HMS Volontaire rilevò la posizione della flotta nemica e segnalò le loro coordinate, ma la Robuste e le altre navi francesi riuscirono a far perdere le loro tracce fino all'alba del 24 ottobre quando furono avvistati dalla HMS Tigre che però perse ancora una volta il contatto fino alla mattina del 25 ottobre quando le vele francesi furono avvistate vicine alla riva di Frontignan dove la Robuste e la Lion si arenarono.
Dopo vari tentativi di salvare le navi, Baudin decise di dar loro fuoco ed affondarle per evitare che finissero in mani nemiche.